# Johanniskirche (Dresden)

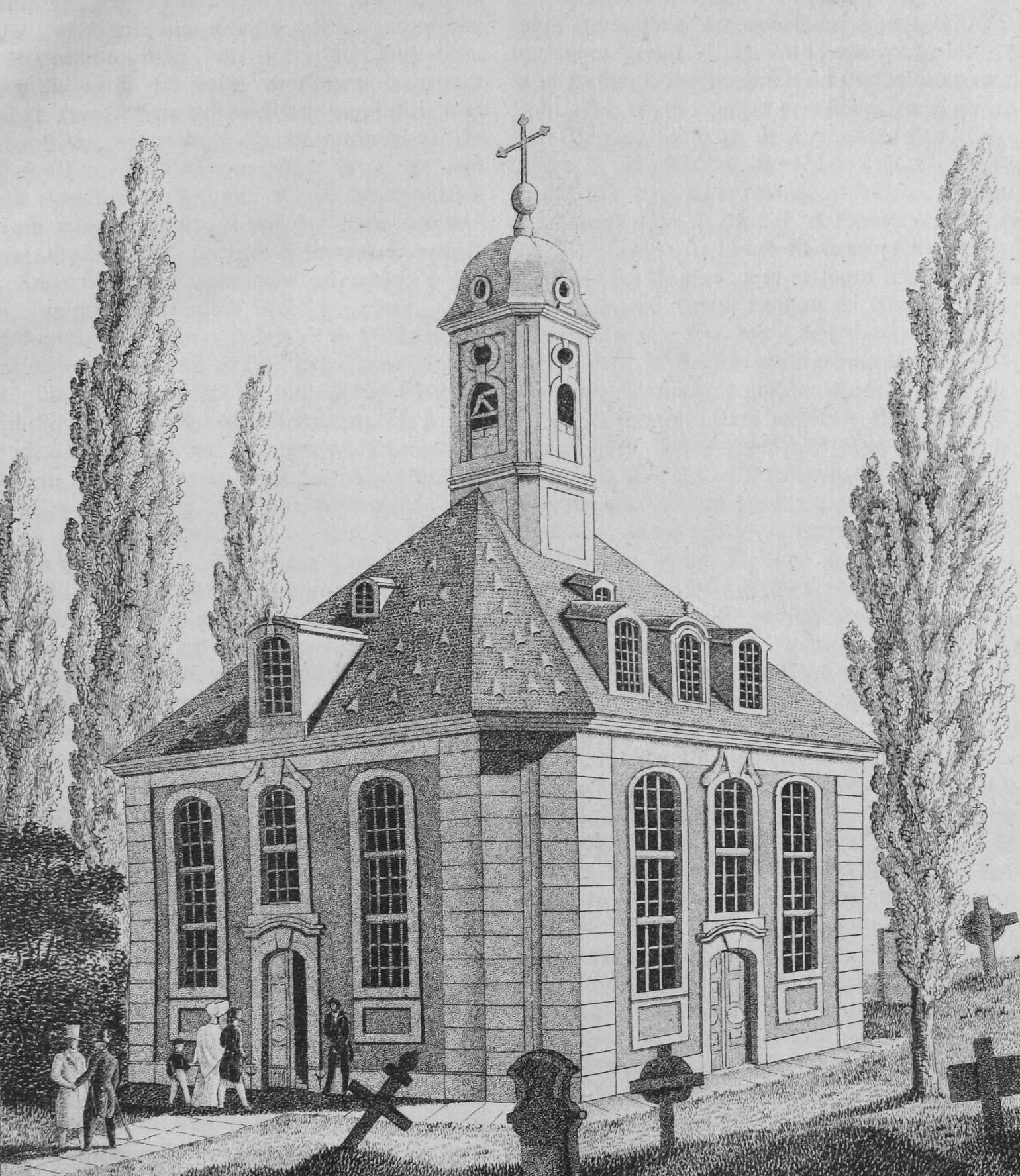
Die Johanniskirche auf einem Stich von J. Franke, um 1829

Die Johanniskirche war eine Kirche in der Pirnaischen Vorstadt von Dresden, die auf dem Johanniskirchhof stand. Anfang oder Mitte des 16. Jahrhunderts als Holzbau errichtet, wurden in ihr zunächst ausschließlich Beerdigungsgottesdienste abgehalten. Die böhmischen Exulanten durften sie ab 1650 als Gotteshaus nutzen. Von 1789 bis 1795 erfolgte ein Neubau der Kirche in Sandstein. Friedhof und Kirche wurden im Zuge von Straßenbauten bis 1861 säkularisiert bzw. abgerissen.

## Lage

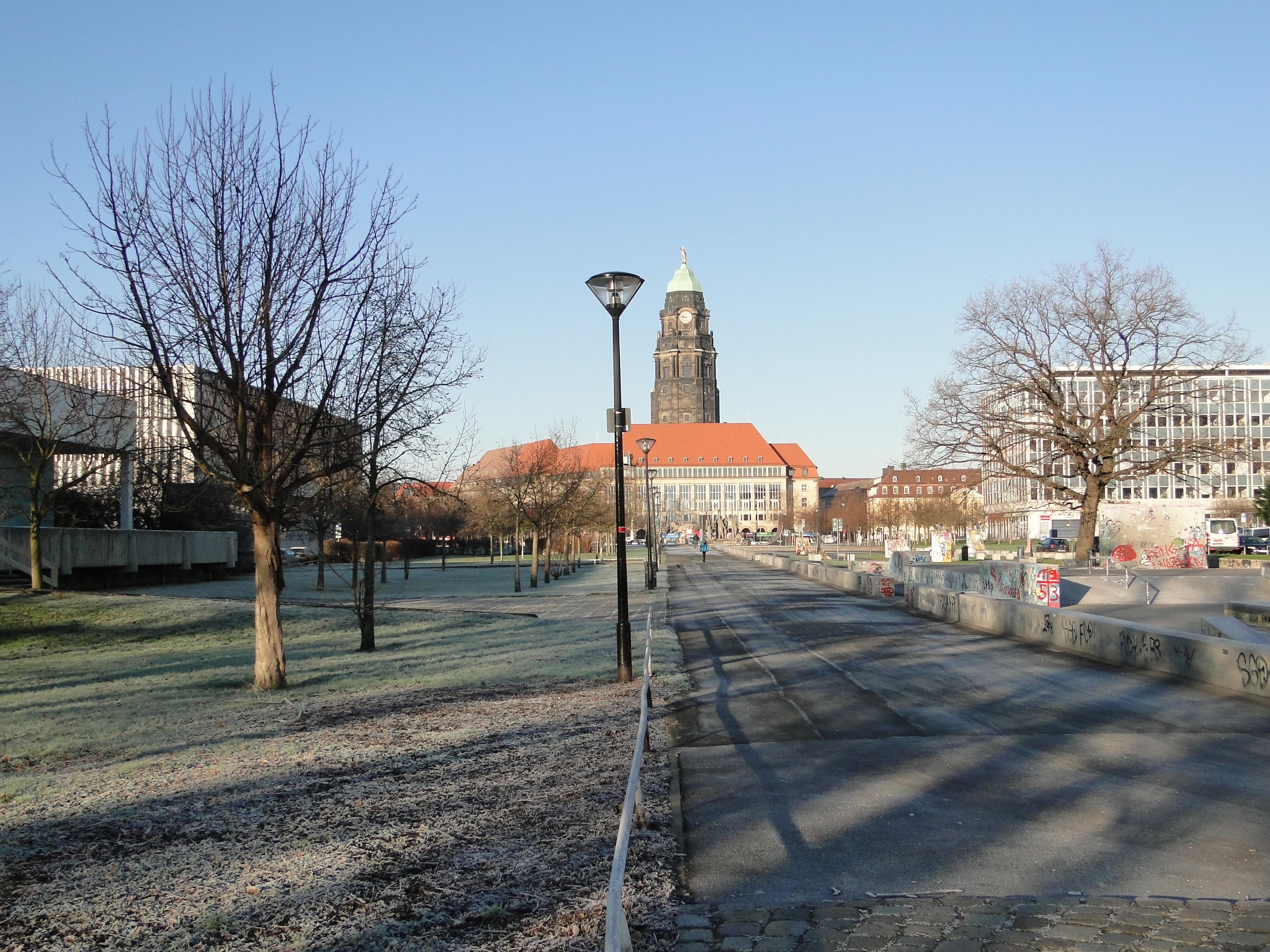
Westlicher Abschluss der Lingnerallee, früherer Standort der Kirche

Die Johanniskirche und der Kirchhof wurden ursprünglich außerhalb der Dresdner Stadtmauern südöstlich des Pirnaischen Tors angelegt. Als 1820 die Stadtmauern geschleift wurden, entstand nordwestlich von Kirche und Friedhof der Pirnaische Platz. Das Kirchgelände war zu dieser Zeit von Johannis-Gasse, Kleiner Borngasse, Langer Gasse und Pirnaischer Gasse (um 1850 Äußere Pirnaische Gasse) umschlossen. Südlich befand sich die Bürgerwiese. Nach Abbruch von Kirche und Friedhof wurde an der Stelle der Johannisplatz angelegt, der schließlich der westliche Teil der Johann-Georgen-Allee wurde, die später den Namen Lingnerallee erhielt. Die Lage von Kirche und Friedhof ist heute in etwa mit der Lage des Robotron-Geländes und dem dort befindlichen Skater-Park identisch.

## Die Johanniskirche

### Entstehungszeit und hölzerner Kirchbau
Über den Bau der Johanniskirche gibt es abweichende Angaben. Einige Quellen geben das Jahr 1519 als Baujahr der Kirche an, so Wilhelm Adolf Lindau 1817, Alethophilus Evangelicus Benno im Jahr 1827 und Johann Benno Kummer 1861. Nach Lindau wurde die Kirche dabei ein Jahr nach Anlage des Friedhofs erbaut, nach Kummer entstand sie „auf dem damals schon vorhandenen Gottesacker“. Laut Benno soll sie, wie auch der sie umgebende Kirchhof, im Jahr 1556 erweitert worden sein.
Andere Quellen legen eine Erbauungszeit auf den Zeitraum zwischen 1556 und 1571 und verknüpfen den Bau der Kirche eng mit der Anlage der Begräbnisstätte: Im 16. Jahrhundert war die Stadt Dresden so stark gewachsen, dass der Hauptfriedhof der Stadt, der Frauenkirchhof, die Toten nicht mehr fassen konnte. Für Bestattungen auf dem Bartholomäuskirchhof vor dem Wilsdruffer Tor waren die Wege zu weit, da die Stadt einmal durchquert werden musste. Im Jahr 1556 beklagten sich Kirche und Schuldiener anlässlich einer Visitation über diese Verhältnisse. Kurfürst August ordnete einige Jahre später die Anlage eines neuen Friedhofs vor dem Pirnaischen Tor an. Der Rat der Stadt Dresden kaufte daraufhin 1571 zwei Grundstücke für eine neue Begräbnisstätte. Der Grund lag unweit des Pirnaischen Tors und war mit Häusern und Gärten bebaut. Die Johanniskirche entstand laut Anton Weck um diese Zeit durch den Zusammenschluss zweier Häuser. Nachweislich wurde der Kirchhof im Jahr 1575 geweiht, Cornelius Gurlitt und Fritz Löffler legten auch den Bau der ersten Johanniskirche auf das Jahr 1575.
Löffler stellte fest, dass der Bau „von untergeordneter Bedeutung“ gewesen sei, wie auch „die Errichtung von Kirchen nach der Reformation eine nur bescheidene Rolle gespielt hat“. Die Kirche war ein kleiner Holzbau und wurde zunächst für Beerdigungsgottesdienste genutzt. Ernst Heinrich Pfeilschmidt nannte sie „die einfache, hölzerne ‚St. Johanniskirche‘“. Die Kirche erhielt im Jahr 1605 eine Glocke; Hans Hillger hatte sie aus dem Material einer zerbrochenen Kirchenglocke gegossen. Der Glockenturm der Johanniskirche wurde im Jahr 1606 erneuert.
Im Zuge der Reformation wurde die Dresdner Kreuzkirche Parochial- und Hauptkirche Dresdens und die Frauenkirche eine Filialkirche. Dadurch „fiel hiermit auch die Verwaltung des Johanniskirchhofs sammt seinem Aerar dem Pastor der Kreuzkirche zu, mit dessen Amte das eines Superintendenten Dresdens vereinigt ward.“

### Weg zur Kirche der böhmischen Exulanten

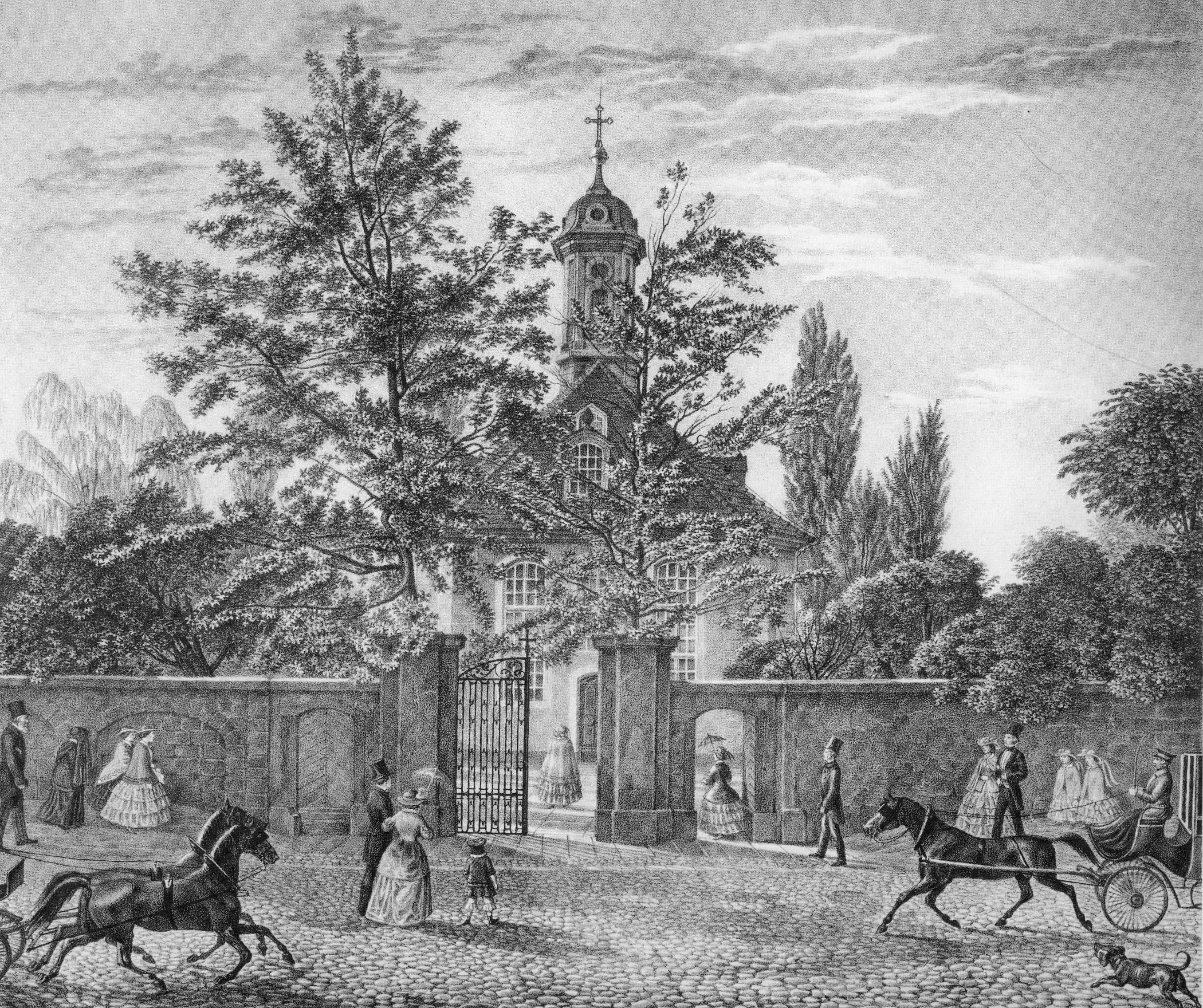
Moritz Krantz – Ansicht der Johanniskirche von der Vorderseite, um 1859

In Dresden war im 17. Jahrhundert im Zuge der böhmischen Gegenreformation die Zahl der böhmischen Exulanten so stark gewachsen, dass die Zentralbehörden der Stadt bereits um 1620 Überlegungen anfingen, wie die Zuwanderer in das Kirchensystem der Stadt integriert werden könnten. Deutschsprachige Exulanten wurden in bestehende Kirchengemeinden integriert, doch konnten die wenigen tschechischsprachigen Exulanten in Dresden dem Gottesdienst nicht folgen. Zwar gab es seit den 1620er-Jahren inoffizielle böhmische Privatgottesdienste unter anderem im Zittau, doch waren sie in Dresden aufgrund der Ablehnung der kursächsischen Zentralbehörden verboten. Erst der große Zustrom tschechischsprachiger Exulanten nach Pirna am Ende der 1620er-Jahre und ihre 1628 geäußerte Bitte, Gottesdienste in ihrer Muttersprache besuchen zu können, führte zu einem Umdenken: Kurfürst Johann Georg I. forderte Landesregierung und Oberkonsistorium zu einer Stellungnahme auf, „wie den fremdsprachigen Exulanten gegenüber die notwendige geistliche Fürsorge und Kontrolle zu gewährleisten wäre“. Ab 1628 durften böhmische Gottesdienste in Pirna abgehalten werden. Fremdsprachige Exulanten in Dresden begaben sich ab dieser Zeit zum Gottesdienst nach Pirna. Im Mai 1639 wurde Pirna durch die Schweden geplündert und die böhmische Gemeinschaft zerschlagen. Die Zahl der tschechischsprachigen Exulanten in Dresden erhöhte sich, da viele aus Pirna nach Dresden übersiedelten. Zwar genehmigte Johann Georg I. den Exulanten im Jahr 1639 eine Sonntagsfeier, böhmische Gottesdienste waren jedoch weiterhin untersagt. Erst Anfang der 1640er-Jahre durften böhmische Hausgottesdienste abgehalten werden.
Im Zuge des Todes ihres Predigers Matthias Georgines baten die böhmischen Exulanten im August 1649 um die Neubesetzung der Stelle sowie die Erlaubnis, öffentliche Gottesdienste in der Johanniskirche abhalten zu dürfen. Der Kurfürst lehnte die Bitte zwar ab, stimmte im Folgejahr der Nutzung jedoch zu: Im Zuge der Rekatholisierung in Böhmen war es zu einer erneuten Flüchtlingswelle nach Sachsen und speziell Dresden gekommen. Das Gesuch der Exulanten wurde daher auch vom Rat der Stadt unterstützt. Am 8. April 1650 genehmigte Kurfürst Johann Georg I. die Nutzung der Johanniskirche durch die böhmischen Exulanten. Die Überlassung der Johanniskirche war dabei als zeitlich begrenzte Maßnahme angesetzt; so stellte die böhmische Gemeinde dem Rat der Stadt am 27. Januar 1658 einen Revers aus, der besagte, „daß sie besagte Kirche nur als verstattend geliehen, nicht aber als ihr Eigenthum ansehen, vielmehr ihn als Patronum und Collatorem jederzeit respectiren wolle.“ Der erste böhmische Gottesdienst fand am 11. April 1650 statt. Ab 1684 hatte die Kirche eine Orgel von Johann Christoph Gräbner.

### Vom Kirchenneubau bis zum Abriss

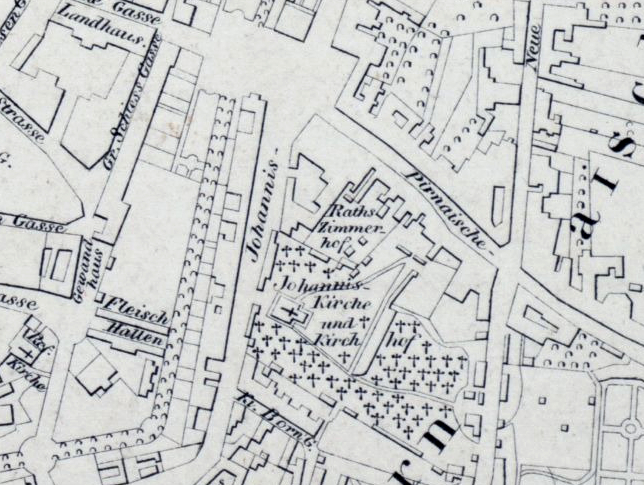
Johanniskirche und -kirchhof auf einer Karte um 1828

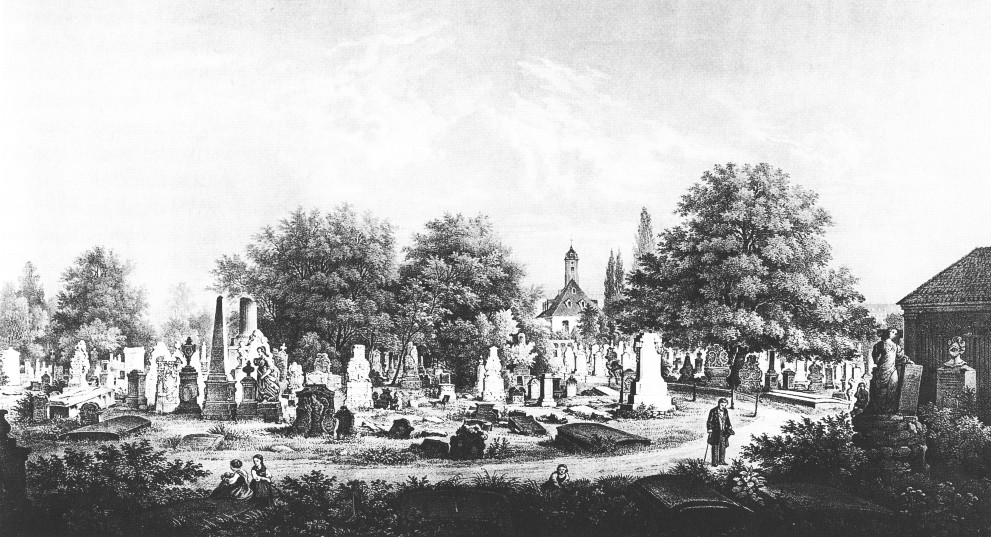
Carl Wilhelm Arldt – Der alte Johanniskirchhof vor seiner Säkularisierung, um 1858

Die hölzerne Johanniskirche wurde bereits 1777 als „baufällig und ganz abgenutzt“ bezeichnet und 1784 abgetragen, da sie einsturzgefährdet war. Sie wurde ab 1789 von Christian Heinrich Eigenwillig neu erbaut und am 2. Februar 1795 eingeweiht. Der Neubau wurde in Pirnaer Sandstein und im spätbarocken Stil realisiert. Die Kosten beliefen sich auf 9000 Taler. Cornelius Gurlitt bezeichnete sie als „ein schlichtes Rechteck von bescheidenen Abmessungen und wohl ohne künstlerischen Werth“. Ernst Heinrich Pfeilschmidt nannte sie ein „neues freundliches Gotteshaus“ und der letzte Prediger an der Johanniskirche, Johann Benno Kummer, beschrieb sie als „eine kleine für eine Residenz unansehnliche Kirche […] sie machte inmitten der sie umgebenden Bäume geradezu einen ländlichen, aber deshalb für Viele lieblichen und friedlichen Eindruck“. Die Kirche hatte für den deutschen und böhmischen Gottesdienst zwei Chöre und eine Orgel von Johann Christian Kayser: Ab 1694 war der Prediger der böhmischen Exulanten auch für die deutschsprachigen Predigten der Gemeinde zuständig. Der letzte deutsch und böhmisch predigende Geistliche der Johanniskirche war der ab 1810 angestellte Geistliche Martin Stephan.
Mitte des 17. Jahrhunderts wurden wöchentlich vier Gottesdienste der Exulanten in der Kirche abgehalten. Als die Bährsche Frauenkirche erbaut wurde, verlegte man die hier seit 1720 stattfindenden Predigerkollegs in die Johanniskirche. Im Jahr 1813 wurde der Gottesdienst aus der Kreuzkirche „durch die gegenwärtigen Zeitumstände unterbrochen“ und in die Johanniskirche verlegt. Sie gehörte damit zu den wenigen Dresdner Kirchen, in denen nach der Schlacht um Dresden ab Ende August 1813 noch Gottesdienste abgehalten wurden.
Mitte des 19. Jahrhunderts (spätestens 1840) wurden Abbruchpläne für Kirche und Kirchhof bekannt, da das Areal für eine Straßenerweiterung benötigt wurde, die auch neuen Bauplatz in der Stadt bringen sollte. Die Abbruchgenehmigung für die Kirche wurde 1858 durch das Kultusministerium erteilt, obwohl diese „noch in ganz gutem Zustande erhalten…“ war. Die Pläne sorgten für Unmut über die Stadtgrenzen hinaus, unter anderem, da zu der Zeit in Dresden die Zahl katholischer Kirchen kontinuierlich zugenommen hatte, während mit der Johanniskirche in den letzten 160 Jahren insgesamt acht evangelische Gotteshäuser entfernt worden waren. Erst das Versprechen, dass die durch den Verkauf des Baugrundes erhaltenen Gelder der böhmischen Gemeinde den Bau einer neuen, größeren Kirche ermöglichen sollen, beruhigte kritische Stimmen. Bereits 1859 erfolgte eine erneute Anordnung zum Abbruch der Kirche. Die Kirchorgel wurde Ostern 1860 an die Gemeinde Rabenau verkauft und durch ein gemietetes Harmonium ersetzt.
Der letzte Gottesdienst in der Johanniskirche fand am 31. Dezember 1860 durch Johann Benno Kummer statt. Seine Predigt Letzter Gottesdienst in der Johanniskirche zu Dresden am Sylvesterabend 1860 erschien 1861 im Druck. Die Kirche wurde im Frühjahr 1861 im Vorfeld der Erweiterung der Johann-Georgen-Allee abgetragen; die böhmische Gemeinde besuchte ab 1. Januar 1861 Gottesdienste in der Waisenhauskirche. Direkter Nachfolgebau als Kirche der böhmischen Exulanten wurde die von 1878 bis 1880 erbaute Erlöserkirche nach Plänen von Gotthilf Ludwig Möckel. Möckel entwarf auch die neue Johanneskirche, die von 1874 bis 1878 entstand. Beide Kirchen wurden 1945 zerstört.

## Johanniskirchhof

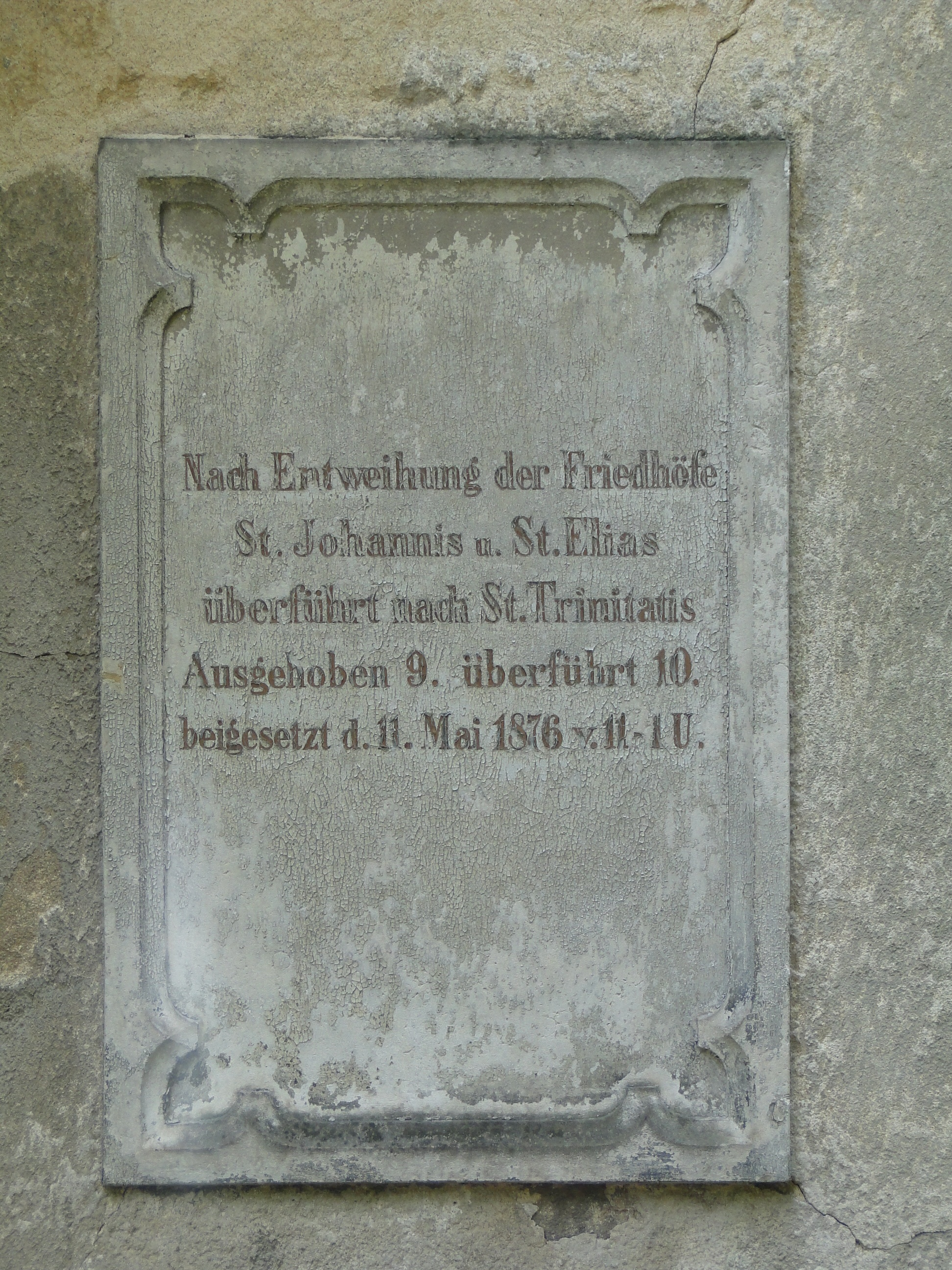
Grabstätte Seyffert auf dem Trinitatisfriedhof, Detail: „Nach Entweihung der Friedhöfe St. Johannis und St. Elias überführt nach St. Trinitatis […] 1876“

### Entwicklung
Ernst Heinrich Pfeilschmidt schrieb 1879 in Bezug auf die Anlage des Kirchhofs:

„… der Stadtrath [hatte] schon in den ersten Jahrzehnten des 16. Jahrhunderts, um die Zeit der beginnenden Reformation, eine Anzahl kleiner Häuser mit Gärten vor dem ‚pirnschen Thore‘, zwischen der ‚äußeren‘ Pirnaischen, Lange- und Borngasse angekauft, diese Häuser niederreißen lassen und auf dem hierdurch gewonnenen Grund und Boden des heutigen ‚Johannesplatzes‘, wenn auch anfangs noch nicht in dessen ganzem Umfange, ein neues Heim für die Todten der Stadt und der betreffenden Dorfschaften eingerichtet; nach dem Lieblingsjünger des Herrn und seinem Evangelisten ward es der Gottesacker zu ‚St. Johannis‘ genannt.“

Der Kirchhof wurde 1575 durch Superintendent Daniel Greser förmlich eingeweiht. Zu dieser Zeit hatten bereits zahlreiche Bestattungen auf dem Friedhof stattgefunden.
Das Gelände war mit Friedhofsmauern umschlossen. Der Kirchhof hatte zwei Portale in Richtung Stadt Dresden, die mit Figuren und Sprüchen aus der Bibel geschmückt waren. Vom Tor des Kirchhofs hatte sich um 1900 ein Relief mit der Darstellung des Jüngsten Gerichts erhalten. Der Friedhof wurde 1633 erweitert, indem anschließende Gärten aufgekauft wurden. Ein Teil des Geldes zum Ankauf des Geländes wurde dabei von der Frauenkirchgemeinde geliehen. Aufgrund der Pest erfolgte 1680 eine weitere Erweiterung des Friedhofs. Zuletzt wurde der Friedhof im Jahr 1721 vergrößert, indem der Stadtrat das Rechenberg’sche Grundstück zur Borngasse hin ankaufte. Die Erweiterung war unter anderem notwendig geworden, weil Bestattungen auf dem Frauenkirchhof der Stadt seit 1715 untersagt waren. Im Zuge der Säkularisation des Frauenkirchhofs von 1714 bis 1724 wurden zahlreiche Särge und Grabsteine auf den Johanniskirchhof überführt.
Am 11. Mai 1814 wurde der Johanniskirchhof durch ein oberkonsistoriales Reskript zunächst vorläufig für sechs Jahre geschlossen, da er aufgrund der Kriegstoten überfüllt war. Auch nach Ablauf der Zeit blieb er geschlossen. Die Toten wurden stattdessen auf dem Elias- und Trinitatisfriedhof beigesetzt. Er hatte zu dieser Zeit 165 Schwibbogengräber und insgesamt über 2000 Grabstätten, darunter „einige geschmackvolle“. Die Kircheninspektion beschloss im September 1854 die Säkularisierung des Johanniskirchhofs, was in der Dresdner Bevölkerung für Empörung sorgte, galt der Johanniskirchhof doch als einer der beliebtesten Friedhöfe der Stadt. Ernst Heinrich Pfeilschmidt nannte ihn rückblickend eine „poesiereiche Ruhestätte für die Todten“. Bereits 1854 war damit begonnen worden, Gräber auf andere Friedhöfe zu überführen. Im Jahr 1858 wurde der Kirchhof endgültig beräumt und im gleichen Jahr der Grund verkauft. Einige wenige Grabmäler wurden auf den Eliasfriedhof und den Trinitatisfriedhof überführt. Das Grabdenkmal von George Bähr wurde in der Frauenkirche aufgestellt. Auf dem Gelände von Kirche und Kirchhof wurde der Johannisplatz angelegt, der später zum westlichen Abschnitt der Johann-Georgen-Allee, der heutigen Lingnerallee, wurde. Von 1875 bis 1881 entstand in Tolkewitz bei Dresden der neue Johannisfriedhof.

### Persönlichkeiten

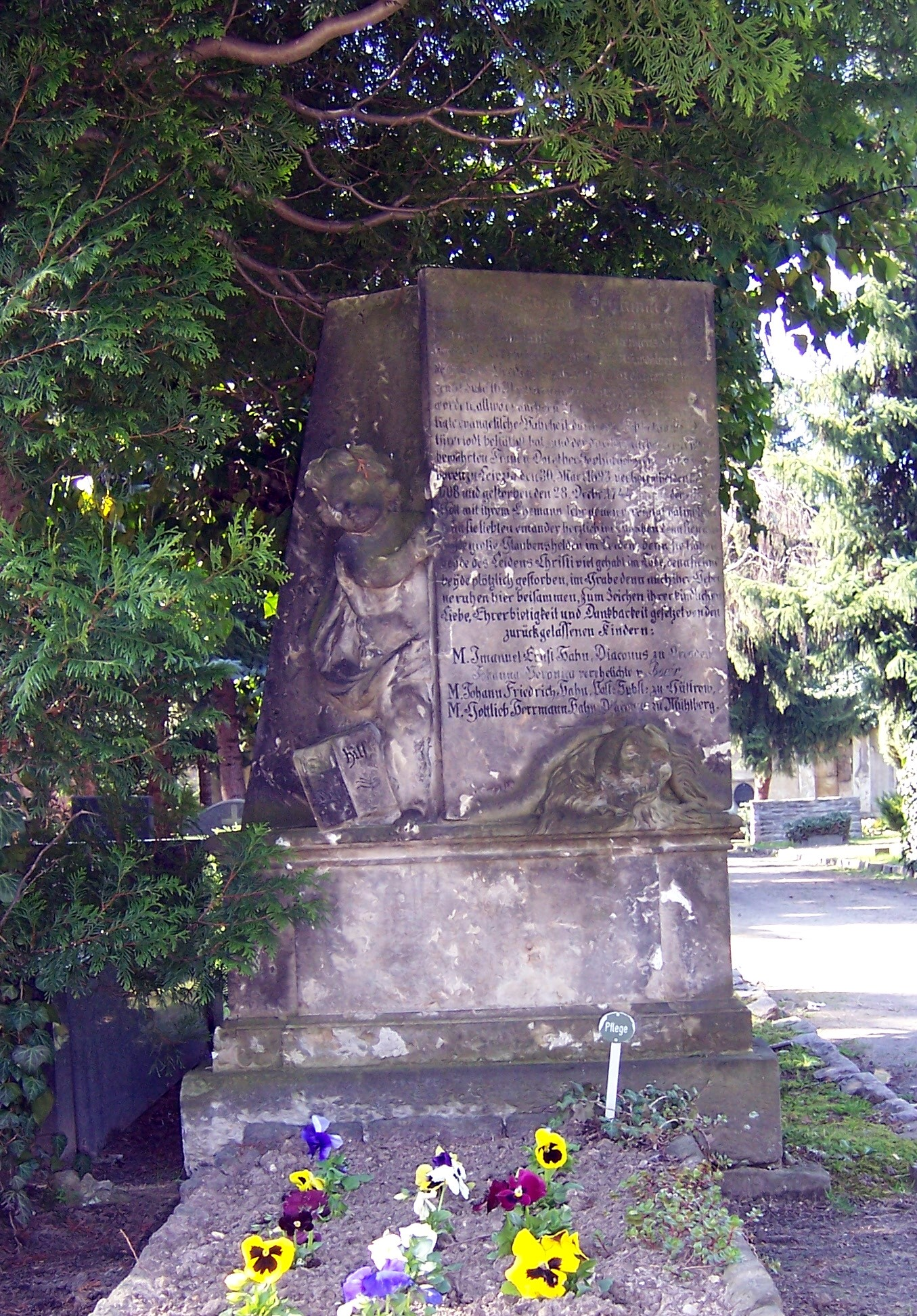
Grab von Hermann Joachim Hahn

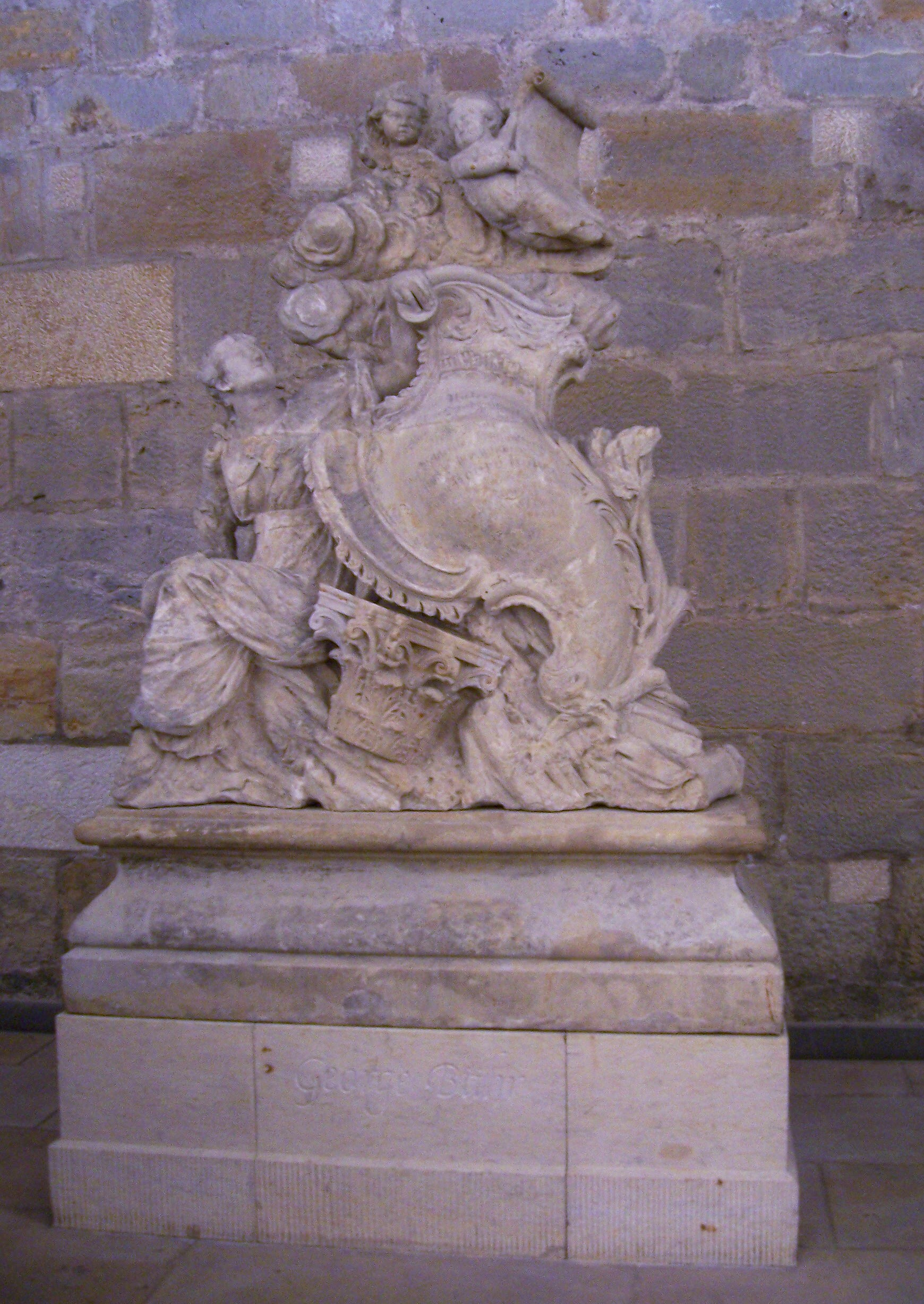
Grab von George Bähr

Zu den Persönlichkeiten, die auf dem Johannisfriedhof beigesetzt wurden, gehören:
- George Bähr, Baumeister (Grab in die Frauenkirche überführt)
- Johann Friedrich Böttger, Naturforscher und Alchimist
- Carl Wilhelm von Carlowitz, Hof- und Justizienrat (Grab auf den Trinitatisfriedhof überführt)
- Johann Christian Crell, Chronist
- Johann Melchior Dinglinger, Hofgoldschmied
- Johann August Egenolf, Rektor der Kreuzschule
- Johann Georg Ehrlich, Kaufmann, Ratsherr und Stifter
- Heinrich Christoph Fehling, Maler
- Andreas Gärtner, Naturwissenschaftler und Erfinder
- Anton Graff, Maler
- Christian Gotthelf von Gutschmid, kurfürstlich-sächsischer Kabinettsminister
- Hermann Joachim Hahn, Theologe (Grab auf den Trinitatisfriedhof überführt)
- Pantaleon Hebenstreit, Tanzlehrer und Komponist
- Gottfried August Homilius, Komponist
- Johann Friedrich Knöbel, Architekt, Baumeister
- Johann Christoph Knöffel, Baumeister
- Adam Manyoki, ungarischer Maler
- George Meister, Hofgärtner und Botaniker
- Alexander von Oppeln-Bronikowski, Schriftsteller
- Johann Georg Pisendel, Komponist
- Gottlieb Wilhelm Rabener, Schriftsteller und Publizist
- Franz Volkmar Reinhard, Theologe (Grab in der Ratsgruft; wurde auf den Eliasfriedhof überführt)
- David Schirmer, Lyriker
- Johann George Schmidt, Baumeister
- Carl Christian Schramm, Verwaltungsjurist und Autor
- Gottfried Silbermann, Orgelbauer (1854 auf einen anderen Friedhof überführt)[30]
- Johann Eleazar Zeissig, Maler (Grab auf den Alten Friedhof in Großschönau überführt)